# Rallye Mexiko 2016

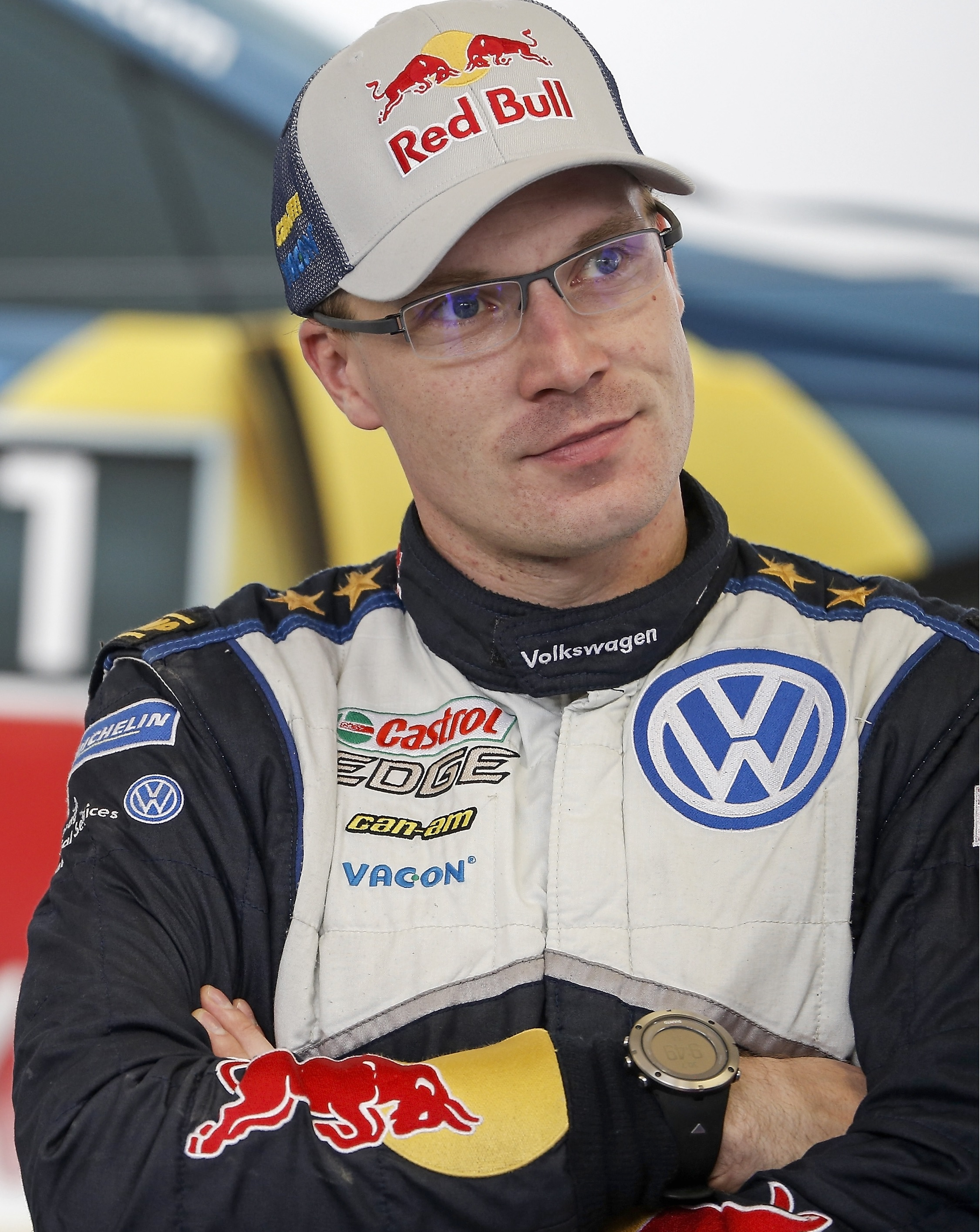
Jari-Matti Latvala

Die 13. Rallye Mexiko war der dritte von 13 FIA-Weltmeisterschaftsläufen 2016. Die Rallye bestand aus 21 Wertungsprüfungen und wurde zwischen dem 3. und dem 6. März gefahren.

## Hintergrund

### Route
Der Servicepark der Rallye befand sich auch in diesem Jahr bei León, der fünftgrößten Stadt Mexikos, rund 400 Kilometer nordwestlich von Mexiko-Stadt.
Am Donnerstagabend wurden drei kurze Wertungsprüfungen gefahren bei Guanajuato. Diese kurzen WPs sind besonders interessant und überschaubar für die zahlreichen mexikanischen Zuschauer, die auch in diesem Jahr kamen. Am Samstag und Sonntag wurden die Wertungsprüfungen näher bei León gefahren, die Fahrten zum Servicepark wurden dadurch verkürzt. Am Sonntag stand die längste Wertungsprüfung mit 80 Kilometern Länge auf dem Programm. Diese WP wurde nur einmal gefahren und war die längste Wertungsprüfung in der Rallye-Weltmeisterschaft seit 1983.

### Fahrer und Technik
Die Fahrer haben seit der Rallye Australien 2015 keine Rallye gefahren auf Schotterstraßen, sie mussten sich zuerst wieder auf dem losen Untergrund einfahren. Der höchste Punkt der Rallye befand sich auf 2737 Meter über Meer. In der dünnen Luft verloren die Motoren 20 Prozent an Leistung, dazu kamen hohe Temperaturen um die 30 Grad Celsius. Die Fahrer und die Technik wurde unter diesen Bedienungen besonders beansprucht.

### Teams
Aus finanziellen Gründen verzichtete das Privat-Team Abu Dhabi Total WRT auf einen Start bei der Rallye Mexiko 2016.
Auch Robert Kubica trat mit seinem eigenen Team, ebenfalls aus finanziellen Gründen, in Mexiko nicht an.

## Berichte

### 1. Tag (Donnerstag, 3. März)
Nachdem Hyundai-Fahrer Thierry Neuville die erste Wertungsprüfung für sich entscheiden konnte, hatte Sébastien Ogier (Volkswagen) in der zweiten und dritten Wertungsprüfung Bestzeit gefahren. Er führte die Konkurrenz nach dem ersten Tag mit 1.7 Sekunden Vorsprung, vor Neuville, an.

### 2. Tag (Freitag, 4. März)
Jari-Matti Latvala (Volkswagen) konnte wegen seiner Ausfälle bei der Rallye Monte Carlo und der Rallye Schweden auf der achten Position in die Wertungsprüfungen starten. Die Konkurrenten vor ihm hatten die Ideallinie sauber gefahren. Entscheidend war am Freitag die 54 Kilometer lange Wertungsprüfung El Chocolate, wo Latvala mit 22 Sekunden Vorsprung die Bestzeit vor Teamkollege Sébastien Ogier herausfuhr, der als Führender in der Weltmeisterschaft jeweils als Erster auf die Wertungsprüfungen musste. Eine Schrecksekunde hatte Ogier in der vierten Wertungsprüfung zu überstehen. Unmittelbar vor ihm überquerten einige Kühe die Straße. Mit viel Glück vermied der Weltmeister eine Kollision mit einem Tier.
Andreas Mikkelsen (Volkswagen) lag auf Rang vier schon mehr als eine Minute hinter Ogier. Nach Fahrfehlern am Vormittag bremste ihn am Nachmittag technische Probleme ein.
Gesamtrang drei hielt Dani Sordo, obwohl der Hyundai i20 WRC einige Probleme machte. Das Gaspedal reagierte beim Drücken nicht richtig und Sordo musste aufpassen, dass er seine Bremsen nicht überhitzte.
Thierry Neuville (Hyundai) musste seine Hoffnung auf einen Spitzenrang in der ersten Wertungsprüfung des Tages bereits aufgeben. Rund zehn Kilometer vor dem Ziel von El Chocolate drehte sich Neuville auf einer Kuppe und schlug mit seinem Auto an einem großen Stein an, wobei die linke Vorderradaufhängung brach. Neuville konnte seine Fahrt nicht mehr fortsetzen. Teamkollege Hayden Paddon, der auf dem fünften Gesamtrang lag am Freitagabend, zog sich eine ungewöhnliche Verletzung zu. Kurz nach dem Start der Wertungsprüfung fünf schlug Paddon an einer Mauer an und er hatte sich dabei ein Rad beschädigt. Bei der anschließenden Reparatur berührte Paddon heiße Fahrzeugteile und er zog sich leichte Verbrennungen an der Hand zu, die während des Mittagsservices vom Teamarzt behandelt wurden.

„Bis jetzt bin ich zufrieden. Der Nachmittag war gut, aber ich war am Limit. Besser geht es nicht.“

### 3. Tag (Samstag, 5. März)
Sébastien Ogier (Volkswagen) hatte seinem Teamkollegen Jari-Matti Latvala auch am Samstag nichts entgegenzusetzen. Nach 19 Wertungsprüfungen hatte Latvala einen Vorsprung von über 1:30 Minuten und er gewann insgesamt 10 Wertungsprüfungen im laufenden Wettbewerb.
Den dritten Rang hielt mit mehr als zwei Minuten Vorsprung vor Verfolger Mads Østberg (Ford), Dani Sordo (Hyundai). Mit guten Fahrten am Sonntag könnte Sordo bei der dritten Rallye des Jahres für den dritten Podiumsrang für Hyundai sorgen. Allerdings kam er wie schon am Freitag nicht problemlos durch den Tag. In der 13. Wertungsprüfung fiel der Lüfter am Kühler aus, woraufhin der Motor überhitzte und an Leistung verlor.
Für Thierry Neuville (Hyundai) geriet die Rallye Mexiko am Samstag endgültig zum Debakel. Nachdem er am Freitag bereits bei der ersten WP des Tages ausgeschieden und unter dem Rallye-2-Reglement wieder in den Wettbewerb zurückgekehrt war, verunfallte er bei der zwölften Wertungsprüfung schwer. Zur Sicherheit wurde Neuville zur Untersuchung in ein Krankenhaus gebracht, wo keine Verletzungen festgestellt wurden.

### 4. Tag (Sonntag, 6. März)
Jari-Matti Latvala (Volkswagen) nutzte seine hintere Startposition an den ersten Tagen perfekt aus und er war am Freitag und Samstag der Schnellste. Den beruhigenden Vorsprung auf seinen Teamkollegen Sébastien Ogier musste Latvala am Schlusstag nur noch geschickt verwalten und er lag nach 21 Wertungsprüfungen mit 1:05.0 Minuten vor dem amtierenden Weltmeister. Mit dem zweiten Rang und drei zusätzlichen WM-Punkten aus der Power-Stage ist Ogier jedoch der eigentliche Gewinner der Rallye Mexiko, auch wenn er seinen vierten Sieg in Folge verpasste. Da sein unmittelbarer Verfolger in der Fahrer-Weltmeisterschaft Andreas Mikkelsen (Volkswagen) ausfiel und Mads Østberg (Ford), sowie Hayden Paddon (Hyundai) hinter ihm klassiert wurden, baute Ogier die WM-Führung aus und er hatte nach drei von 14 Rallyes bereits 38 Punkte Vorsprung auf Østberg.

„Ich habe zurückgeschlagen, ein fantastisches Gefühl.“

Dani Sordo hatte den dritten Rang bei der Rallye Mexiko nachträglich verloren. Der Hyundai-Fahrer bekam eine Zeitstrafe von zwei Minuten, weil er während der viertägigen Rallye einen Reifen mehr als erlaubt war benutzt hatte. Wegen der Strafe fiel Sordo von Rang drei auf Rang vier zurück. Von der Strafe profitierte Mads Østberg, der Sordos dritten Rang einnahm. Nach der Zeitstrafe trennten sich die beiden Piloten nur um 1.5 Sekunden.

## Meldeliste
Nicht als WRC, WRC-2 und WRC-3 gemeldete Fahrzeuge wurden in dieser Liste nicht erfasst.
| Nr | Fahrer                     | Beifahrer            | Team                                  | Auto                  | Klasse    |
| -- | -------------------------- | -------------------- | ------------------------------------- | --------------------- | --------- |
| 1  | Sébastien Ogier            | Julien Ingrassia     | Volkswagen Motorsport                 | Volkswagen Polo R WRC | WRC RC1   |
| 2  | Jari-Matti Latvala         | Miikka Anttila       | Volkswagen Motorsport                 | Volkswagen Polo R WRC | WRC RC1   |
| 3  | Thierry Neuville           | Nicolas Gilsoul      | Hyundai Motorsport                    | Hyundai i20 WRC       | WRC RC1   |
| 4  | Dani Sordo                 | Marc Marti           | Hyundai Motorsport                    | Hyundai i20 WRC       | WRC RC1   |
| 5  | Mads Østberg               | Ola Fløne            | M-Sport World Rally Team              | Ford Fiesta RS WRC    | WRC RC1   |
| 6  | Eric Camilli               | Nicolas Klinger      | M-Sport World Rally Team              | Ford Fiesta RS WRC    | WRC RC1   |
| 9  | Andreas Mikkelsen          | Anders Jæger         | Volkswagen Motorsport II              | Volkswagen Polo R WRC | WRC RC1   |
| 12 | Ott Tänak                  | Raigo Mõlder         | Drive Dmack WRT                       | Ford Fiesta RS WRC    | WRC RC1   |
| 16 | Benito Guerra jr.          | Borja Rozada         | Benito Guerra jr.                     | Ford Fiesta RS WRC    | WRC RC1   |
| 20 | Hayden Paddon              | John Kennard         | Hyundai Motorsport N                  | Hyundai i20 WRC       | WRC RC1   |
| 21 | Martin Prokop              | Jan Tománek          | Jipocar Czech National Team           | Ford Fiesta RS WRC    | WRC RC1   |
| 31 | Hubert Ptaszek             | Maciej Szczepaniak   | Peugeot Sport Slovakia                | Peugeot 208 T16       | WRC-2 RC2 |
| 32 | Teemu Suninen              | Mikko Markkula       | TGS Worldwide OU                      | Škoda Fabia R5        | WRC-2 RC2 |
| 33 | Massimiliano Rendina       | Emanuele Inglesi     | Motorsport Italia                     | Ford Fiesta R5        | WRC-2 RC2 |
| 34 | Radik Shaymiev             | Maxim Tsvetkov       | TAIF Motorsport                       | Ford Fiesta R5        | WRC-2 RC2 |
| 35 | Nasser Al-Attiyah          | Matthieu Baumel      | Nasser Al-Attiyah                     | Škoda Fabia R5        | WRC-2 RC2 |
| 36 | Abdulaziz Al-Kuwari        | Marshall Clarke      | Culture & Sport Qatar Rally Team      | Škoda Fabia R5        | WRC-2 RC2 |
| 37 | Lorenzo Bertelli           | Simone Scattolin     | FWRT s.r.l.                           | Ford Fiesta RS WRC    | WRC RC1   |
| 38 | Armin Kremer               | Pirmin Winklhofer    | BRR Baumschlager Rallye & Racing Team | Škoda Fabia R5        | WRC-2 RC2 |
| 39 | Khalid Mohammad Al-Suwaidi | Giovanni Bernacchini | Culture & Sport Qatar Rally Team      | Ford Fiesta R5        | WRC-2 RC2 |
| 42 | Nicolas Fuchs              | Fernando Mussano     | Nicolas Fuchs                         | Škoda Fabia R5        | WRC-2 RC2 |
| 44 | Ricardo Triviño            | Marco Hernández      | Triviño World Rally Team              | Citroën DS3 R5        | WRC-2 RC2 |
| 61 | Michel Fabre               | Maxime Vilmot        | Sainteloc Junior Team                 | Citroën DS3 R3T Max   | WRC-3 RC3 |

| Icon  | Klasse                                                            |
| ----- | ----------------------------------------------------------------- |
| WRC   | WRC Werksteams und um Herstellerpunkte eingetragene Privatteams   |
| WRC   | Werksteams und um nicht Herstellerpunkte eingetragene Privatteams |
| WRC-2 | Gemeldet für WRC-2                                                |
| WRC-3 | Gemeldet für WRC-3 (JWRC)                                         |

Quelle:

## Klassifikationen

### Endergebnis
| WRC     |                     |                    |                        |           |           |        |
| 01      | Jari-Matti Latvala  | Miikka Anttila     | Volkswagen Polo R WRC  | 4:25:57.4 |           | 25 + 2 |
| 02      | Sébastien Ogier     | Julien Ingrassia   | Volkswagen Polo R WRC  | 4:27:02.4 | 01:05.0   | 18 + 3 |
| 03      | Mads Østberg        | Ola Fløene         | Ford Fiesta RS WRC     | 4:31:33.8 | 05:36.4   | 15     |
| 04      | Dani Sordo          | Marc Mari          | Hyundai i20 WRC        | 4:31:35.3 | 5:37.9    | 12     |
| 05      | Hayden Paddon       | John Kennard       | Hyundai i20 WRC        | 4:32:20.0 | 06:22.6   | 10 + 1 |
| 06      | Ott Tänak           | Raigo Mõlder       | Ford Fiesta RS WRC     | 4:35:56.9 | 09:59.5   | 8      |
| 07      | Martin Prokop       | Jan Tománek        | Ford Fiesta RS WRC     | 4:38:55.9 | 12:58.5   | 6      |
| 08      | Lorenzo Bertelli    | Simone Scattolin   | Ford Fiesta RS WRC     | 4:40:07.0 | 14:09.6   | 4      |
| 09      | Teemu Suninen       | Mikko Markkula     | Škoda Fabia R5         | 4:43:59.2 | 18:01.8   | 2      |
| 10      | Valeriy Gorban      | Volodymyr Korsia   | Mini Cooper WRC        | 4:58:34.7 | 32:37.3   | 1      |
| WRC2    |                     |                    |                        |           |           |        |
| 01 0(9) | Teemu Suninen       | Mikko Markkula     | Škoda Fabia R5         | 4:43:59.2 | 18:01.8   | 25     |
| 02 (11) | Hubert Ptaszek      | Maciej Szczepaniak | Peugeot Sport Slovakia | 5:04:10.8 | 38:13.4   | 18     |
| 03 (12) | Maximiliano Rendina | Emanuele Inglesi   | Škoda Fabia R5         | 5:08:04.6 | 42:07.2   | 15     |
| 04 (14) | Nicolas Fuchs       | Fernando Mussano   | Ford Fiesta R5         | 5:20:54.8 | 54:57.4   | 12     |
| 05 (17) | Armin Kremer        | Pirmin Winklhofer  | Škoda Fabia R5         | 5:52:06.0 | 1:26:08.6 | 10     |
| WRC3    |                     |                    |                        |           |           |        |
| 01 (15) | Michel Fabre        | Maxime Vilmot      | Citroën DS3 R3T Max    | 5:34:30.7 | 1:08:33.3 | 25     |

### Wertungsprüfungen
| Tag                                     | WP                     | Name                    | Länge         | Start UTC−7 (MEZ)                    | Fahrer                            | Beifahrer                                | Auto                                  | Zeit                  | Ø km/h              | Leader           |
| --------------------------------------- | ---------------------- | ----------------------- | ------------- | ------------------------------------ | --------------------------------- | ---------------------------------------- | ------------------------------------- | --------------------- | ------------------- | ---------------- |
| Tag 1 3. März                           | WP1                    | Street Stage Guanajuato | 1,09 km       | 20:10 (03:10)                        | Thierry Neuville Lorenzo Bertelli | Nicolas Gilsoul Simone Scattolin         | Hyundai i20 WRC Ford Fiesta RS WRC    | 00:59.1 +0:00.1       | 66,4 km/h           | Thierry Neuville |
| Tag 1 3. März                           | WP2                    | Super Special 1         | 2,30 km       | 21:30 (04:30)                        | Sébastien Ogier Dani Sordo        | Julien Ingrassia Marc Marti              | Volkswagen Polo R WRC Hyundai i20 WRC | 01:38.9 +0:01.2       | 83,7 km/h 82,7 km/h | Sébastien Ogier  |
| Tag 1 3. März                           | WP3                    | Super Special 2         | 2,30 km       | 21:35 (04:35)                        | Sébastien Ogier Andreas Mikkelsen | Julien Ingrassia Anders Jæger            | Volkswagen Polo R WRC                 | 01:38.1 +0:00.6       | 84,4 km/h 83,9 km/h | Sébastien Ogier  |
| Tag 2 4. März                           |                        |                         |               |                                      |                                   |                                          |                                       |                       |                     |                  |
| Service Park 08:00 Uhr (15:00 / 15 Min) |                        |                         |               |                                      |                                   |                                          |                                       |                       |                     |                  |
| WP4                                     | El Chocolate 1         | 54,21 km                | 09:18 (16:18) | Jari-Matti Latvala Dani Sordo        | Miikka Anttila Marc Marti         | Volkswagen Polo R WRC Hyundai i20 WRC    | 38:48.1 +0:22.1                       | 83,8 km/h 83,0 km/h   | Jari-Matti Latvala  |                  |
| WP5                                     | Las Minas 1            | 15,36 km                | 10:41 (17:41) | Jari-Matti Latvala Sébastien Ogier   | Miikka Anttila Julien Ingrassia   | Volkswagen Polo R WRC                    | 11:00.1 +0:03.4                       | 83,8 km/h 83,3 km/h   | Jari-Matti Latvala  |                  |
| WP6                                     | Street Stage León 1    | 1,41 km                 | 12:14 (18:15) | Andreas Mikkelsen Sébastien Ogier    | Anders Jæger Julien Ingrassia     | Volkswagen Polo R WRC                    | 01:19.0 +0:00.2                       | 64,3 km/h 64,1 km/h   | Jari-Matti Latvala  |                  |
| Service Park 12:54 Uhr (18:54 / 30 Min) |                        |                         |               |                                      |                                   |                                          |                                       |                       | Jari-Matti Latvala  |                  |
| WP7                                     | El Chocolate 2         | 54,21 km                | 14:27 (21:27) | Jari-Matti Latvala Sébastien Ogier   | Miikka Anttila Julien Ingrassia   | Volkswagen Polo R WRC                    | 38:16.3 +0:10.0                       | 85,0 km/h 84,6 km/h   | Jari-Matti Latvala  |                  |
| WP8                                     | Las Minas 2            | 15,36 km                | 15:50 (22:50) | Jari-Matti Latvala Sébastien Ogier   | Miikka Anttila Julien Ingrassia   | Volkswagen Polo R WRC                    | 10:57.7 +0:00.5                       | 84,1 km/h 84,0 km/h   | Jari-Matti Latvala  |                  |
| WP9                                     | Super Special 3        | 2,30 km                 | 17:20 (00:20) | Jari-Matti Latvala Dani Sordo        | Miikka Anttila Marc Marti         | Volkswagen Polo R WRC Hyundai i20 WRC    | 01:39.1 +0:00.1                       | 83,6 km/h 83,5 km/h   | Jari-Matti Latvala  |                  |
| WP10                                    | Super Special 4        | 2,30 km                 | 17:25 (00:25) | Sébastien Ogier Dani Sordo           | Julien Ingrassia Marc Marti       | Volkswagen Polo R WRC Hyundai i20 WRC    | 01:38.1 +0:00.0                       | 84,4 km/h             | Jari-Matti Latvala  |                  |
| Service Park 22:00 Uhr (05:00 / 45 Min) |                        |                         |               |                                      |                                   |                                          |                                       |                       | Jari-Matti Latvala  |                  |
| Tag 3 5. März                           |                        |                         |               |                                      |                                   |                                          |                                       |                       | Jari-Matti Latvala  |                  |
| Service Park 08:15 Uhr (15:15 / 15 Min) |                        |                         |               |                                      |                                   |                                          |                                       |                       | Jari-Matti Latvala  |                  |
| WP11                                    | Ibarrilla              | 30,38 km                | 09:03 (16:03) | Jari-Matti Latvala Thierry Neuville  | Miikka Anttila Nicolas Gilsoul    | Volkswagen Polo R WRC Hyundai i20 WRC    | 17:41.8 +0:13.7                       | 103,0 km/h 101,7 km/h | Jari-Matti Latvala  |                  |
| WP12                                    | Otates 1               | 42,62 km                | 10:21 (17:21) | Jari-Matti Latvala Andreas Mikkelsen | Miikka Anttila Anders Jæger       | Volkswagen Polo R WRC                    | 29:39.8 +0:18.2                       | 86,2 km/h 85,3 km/h   | Jari-Matti Latvala  |                  |
| WP13                                    | El Brinco 1            | 7,15 km                 | 11:19 (18:19) | Jari-Matti Latvala Andreas Mikkelsen | Miikka Anttila Anders Jæger       | Volkswagen Polo R WRC                    | 4:00.5 +0:00.4                        | 107,0 km/h 106,8 km/h | Jari-Matti Latvala  |                  |
| Service Park 13:04 Uhr (20:04 / 30 Min) |                        |                         |               |                                      |                                   |                                          |                                       |                       | Jari-Matti Latvala  |                  |
| WP14                                    | Agua Zarca             | 16,47 km                | 14:08 (21:08) | Jari-Matti Latvala Andreas Mikkelsen | Miikka Anttila Anders Jæger       | Volkswagen Polo R WRC                    | 10:07.6 +0:02.0                       | 97,6 km/h 97,3 km/h   | Jari-Matti Latvala  |                  |
| WP15                                    | Otates 2               | 42,62 km                | 15:36 (22:36) | Jari-Matti Latvala Sébastien Ogier   | Miikka Anttila Julien Ingrassia   | Volkswagen Polo R WRC                    | 29:17.8 +0:12.2                       | 87,3 km/h 86,7 km/h   | Jari-Matti Latvala  |                  |
| WP16                                    | El Brinco 2            | 7,15 km                 | 16:34 (23:34) | Jari-Matti Latvala Sébastien Ogier   | Miikka Anttila Julien Ingrassia   | Volkswagen Polo R WRC                    | 3:57.3 +0:02.2                        | 108,5 km/h 107,5 km/h | Jari-Matti Latvala  |                  |
| WP17                                    | Super Special 5        | 2,30 km                 | 17:29 (00:29) | Dani Sordo Ott Tänak                 | Marc Marti Raigo Mõlder           | Volkswagen Polo R WRC Ford Fiesta RS WRC | 1:39.2 +0:00.1                        | 83,5 km/h 83,4 km/h   | Jari-Matti Latvala  |                  |
| WP18                                    | Super Special 6        | 2,30 km                 | 17:34 (00:34) | Sébastien Ogier Dani Sordo           | Julien Ingrassia Marc Marti       | Volkswagen Polo R WRC Hyundai i20 WRC    | 1:38.1 +0:00.5                        | 84,4 km/h 84,0 km/h   | Jari-Matti Latvala  |                  |
| Service Park 18:29 Uhr (01:29 / 45 Min) |                        |                         |               |                                      |                                   |                                          |                                       |                       | Jari-Matti Latvala  |                  |
| WP19                                    | Street Stage León 2    | 1,37 km                 | 20:30 (03:30) | Sébastien Ogier Dani Sordo           | Julien Ingrassia Marc Marti       | Volkswagen Polo R WRC Hyundai i20 WRC    | 1:18.6 +0:00.4                        | 67,7 km/h 67,4 km/h   | Jari-Matti Latvala  |                  |
| Tag 4 6. März                           |                        |                         |               |                                      |                                   |                                          |                                       |                       | Jari-Matti Latvala  |                  |
| Service Park 07:30 Uhr (14:30 / 15 Min) |                        |                         |               |                                      |                                   |                                          |                                       |                       | Jari-Matti Latvala  |                  |
| WP20                                    | Guanajuato             | 80,00 km                | 08:33 (15:33) | Sébastien Ogier Jari-Matti Latvala   | Julien Ingrassia Miikka Anttila   | Volkswagen Polo R WRC                    | 48:06.8 +0:25.3                       | 99,8 km/h 98,9 km/h   | Jari-Matti Latvala  |                  |
| WP21                                    | Agua Zarca Power Stage | 16,47 km                | 12:08 (19:08) | Sébastien Ogier Jari-Matti Latvala   | Julien Ingrassia Miikka Anttila   | Volkswagen Polo R WRC                    | 9:57.1 +0:05.4                        | 99,3 km/h 98,4 km/h   | Jari-Matti Latvala  |                  |
| Service Park 13:11 Uhr (20:11 / 10 Min) |                        |                         |               |                                      |                                   |                                          |                                       |                       | Jari-Matti Latvala  |                  |

* Während der angegebenen Zeiten darf im Service Park an den Autos gearbeitet werden.

### Gewinner Wertungsprüfungen
| WP              | Anzahl | Fahrer             | Auto                  |
| --------------- | ------ | ------------------ | --------------------- |
| 4–5, 7–9, 11–16 | 11     | Jari-Matti Latvala | Volkswagen Polo R WRC |
| 2–3, 10, 18–21  | 7      | Sébastien Ogier    | Volkswagen Polo R WRC |
| 6               | 1      | Andreas Mikkelsen  | Volkswagen Polo R WRC |
| 1               | 1      | Thierry Neuville   | Hyundai i20 WRC       |
| 17              | 1      | Dani Sordo         | Hyundai i20 WRC       |

Quelle: 

## Fahrerwertung nach der Rallye
Das Punktesystem für die ersten zehn Fahrer ist 25-18-15-12-10-8-6-4-2-1. Für die Power-Stage erhalten die drei schnellsten Fahrer jeweils 3-2-1 Bonuspunkte für die Fahrer-Weltmeisterschaft.

| Pos | Fahrer             | Punkte |
| --- | ------------------ | ------ |
| 01  | Sébastien Ogier    | 77     |
| 02  | Mads Østberg       | 42     |
| 03  | Andreas Mikkelsen  | 33     |
| 04  | Dani Sordo         | 30     |
| 05  | Hayden Paddon      | 29     |
| 06  | Jari-Matti Latvala | 27     |
| 07  | Ott Tänak          | 24     |
| 08  | Thierry Neuville   | 15     |
| 09  | Stéphane Lefebvre  | 10     |
| 10  | Henning Solberg    | 6      |